# Patrick Hadley
Patrick Arthur Sheldon Hadley (* 5. März 1899 in Cambridge; † 17. Dezember 1973 in Heacham oder King’s Lynn) war ein englischer Komponist und Hochschullehrer.

## Leben
Hadley verlor nach der Schulzeit (am Winchester College) als Soldat in Frankreich während des Ersten Weltkrieges seinen rechten Unterschenkel. Danach studierte er am Pembroke College (Cambridge) bei Charles Wood und Cyril Rootham, dann am Royal College of Music in London bei Ralph Vaughan Williams (Komposition), Adrian Boult und Malcolm Sargent (Dirigieren). Ab 1925 lehrte er selbst am RCM, um 1938 an das Gonville and Caius College nach Cambridge zu wechseln, wo er auch einen Lehrauftrag an der Universität übernahm. 
Im Zweiten Weltkrieg leitete er anstelle von Boris Ord die Cambridge University Musical Society. 1946 wurde er zum Chair of Music der Cambridge University in Nachfolge von Edward Dent ernannt und hatte diese Position bis zur Pensionierung 1962 inne. Zu seinen Schülern zählten Raymond Leppard, David Lumsden und Peter le Huray.

## Werk
Hadleys verhältnismäßig schmales kompositorisches Werk umfasst nahezu ausschließlich Vokalkompositionen, neben Liedern etwa das in England ins Repertoire übergegangene Anthem My Beloved Spake (1936). Er hinterließ jedoch auch mehrere großangelegte Werke für Soli, Chor und Orchester, darunter die 4-sätzige sinfonische Ballade The Trees so High (1931) und die Kantate The Hills (1944). Zu seinen wenigen Instrumentalwerken zählt das anlässlich des 70. Geburtstags von Ralph Vaughan Williams entstandene Orchesterstück One Morning in Spring (1942). Häufig sind Hadleys Kompositionen durch Volksmusik und Landschaften Englands inspiriert. Stilistisch wurde er insbesondere durch Delius, Debussy und Ravel beeinflusst.